# The Pockets
The Pockets waren eine dänische Britpopband.
Im Jahre 1997 veröffentlichte die Band ihr Debütalbum „Pockets“. Bei der „Principal Thing Tour“ (1997/98) der deutschen Band Fools Garden spielten sie als Vorgruppe und erreichten damit über Dänemarks Grenzen hinaus auch in Deutschland für kurze Zeit einen gewissen Bekanntheitsgrad. Erfolge wie „I Won't Be There Anymore“ oder „Bye Mr. Jones“ wurden von deutschen Radiosendern gespielt. Nach dieser Zeit folgten in Deutschland keine weiteren Veröffentlichungen.
Die Band bestand aus Jens-Peter Brodersen (Schlagzeug), Stefan Agger (Bass), Henning Nielsen (Gitarre) sowie Tom Moriis (Gesang und Gitarre). Sie war von 1996 bis 1999 aktiv.